# Liceo San José
El Liceo San José es una institución educativa de la Congregación Salesiana ubicado en la ciudad de Los Teques, Estado Miranda. Venezuela. Fue fundado inicialmente en Caracas en 1905 y refundado en la población mirandina en 1912 por José de Jesús Arocha.

## Historia

### Fundación y primeros años
José de Jesús Arocha fue un médico y educador venezolano. Nació en Montalbán, estado Carabobo, el 8 de enero de 1857.
Inicialmente las primeras instalaciones del liceo fueron unas casas alquiladas en la zona denominada Campo Alegre; posteriormente Arocha compra, a las familias Russo y Ruiz, un terreno en la zona de El Vigía, que pobló de árboles y edificó allí las instalaciones en las cuales refunda el Liceo San José, en 1912.
Arocha implementó las normas de pedagogía más avanzadas para la época, y se mantuvo siendo su director de la institución durante más de 25 años. Su dedicación al Liceo fue completa y sus esfuerzos y atenciones estaban puestas en el progreso de sus educandos y en el prestigio de su obra.Sobre el equipo de educadores que prestaban sus servicios en el instituto el director realizaba un cuidadoso proceso de selección y muchos de ellos vivían en las propias instalaciones.Cabe destacar que para 1914, los escritores Rómulo Gallegos y Fernando Paz Castillo impartían cátedras en el Liceo, a la par de sus labores intelectuales.
Para 1926, de acuerdo con el informe que envía Arocha de Memoria y Cuentas para el Ministerio de Educación, el Liceo contaba con 175 alumnos inscritos para los grados de instrucción primaria, elemental y superior, así como cursos de educación secundaria. Enfatiza el director en la importancia de la educación moral y física, donde destaca las instalaciones deportivas adecuadas para la práctica de beisbol, fútbol y tenis.
La actividad deportiva ha sido de suma importancia desde el origen de la institución. Una muestra es que el equipo del Liceo fue el primero del estado Miranda en ser incluido en el fútbol de primera categoría en 1923.
En 1930, Arocha se traslada a Valencia y, al sentirse enfermo, contacta al padre salesiano Rodolfo Fierro, en esa época Director del Colegio San Francisco de Sales de Caracas, para que fuera a confesarlo. Le manifiesta su preocupación por el destino del Liceo y le hace la propuesta para que los salesianos pudiesen encargarse de la obra, dada la cercanía que tenía Arocha con el Sistema Preventivo de Don Bosco. Pocos meses después, el 21 de mayo de 1930, fallece.

### Con los Salesianos
Con la promesa hecha a Arocha, Fierro se dedica a conversar con sus hermanos y familiares para manifestarles el interés de la congregación en encargarse del Liceo.
El Inspector de la congregación para ese momento era el padre Serafín Santolini quien nombró director al sacerdote Isaías Ojeda, el cual fue transferido del Colegio Don Bosco de Valencia. Éste se mantendrá a cargo de la obra hasta 1959.

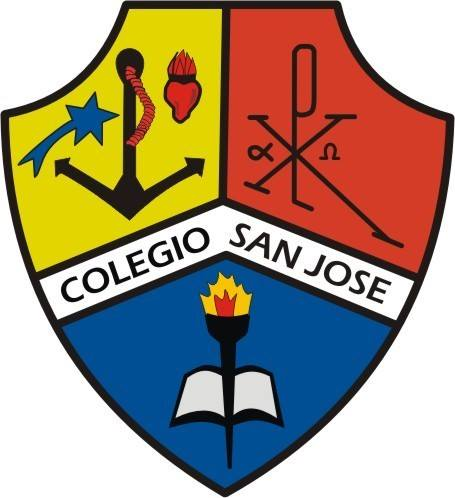
Escudo actual del colegio

Entre los directores del Liceo San José, además del padre Ojeda, destacan Antonio Ignacio Velasco García, que posteriormente sería obispo y cardenal-,así como Enzo Ceccarelli, que luego fue obispo vicario apostólico de Puerto Ayacucho; José María Rivolta Chávez, que luego fundó los Hogares CREA de Venezuela.
En 1985, por una resolución del Ministerio de Educación, formalmente cambia de denominación a Unidad Educativa Colegio San José. No obstante, ha permanecido la denominación Liceo, tanto en el arco de la entrada como en las referencias de sus alumnos o exalumnos. Un año después, la institución incluyó una orientación a nivel pre-vocacional y áreas de Educación para el Trabajo. Al efecto se abren talleres para los alumnos, a partir de cuarto grado, siguiendo los programas de la “Asociación para la Promoción de la Educación Popular” (APEP). En estos años se va concentrando cada vez más su preferencia en los alumnos que viven en la zona circundante, que es eminentemente popular.
En el año 2000, con la llegada del nuevo siglo, el Liceo cambia a un régimen mixto y permite la inscripción progresiva de niñas.

## Servicios y actividades
Actualmente el Liceo San José cuenta con una capacidad para la educación primaria de 372 alumnos con una plantilla de 15 docentes y para el bachillerato puede albergar a 722 alumnos con 42 docentes. Además, ofrece una serie de instalaciones para complementar la formación integral de los estudiantes.
La edificación es una construcción de características modernas que, mediante la utilización de materiales convencionales como el concreto, bloques, madera, acero, vidrio, granito y mármol, se alcanzó la construcción de un conjunto de edificaciones de interés arquitectónico y utilitario para la educación. El edificio principal tiene forma de U, con el cuerpo principal de cuatro pisos y los otros dos, de tres. En la fachada se observa un desarrollo horizontal en el cuerpo principal, con pasillos en cada piso y limitados en cada extremo por una edificación por una edificación con paredes de ladrillos rojos y desarrollo vertical. En la entrada principal, la utilización de columnas y pisos cubiertos de mármol definen el ambiente de la recepción, encontrándose estos elementos también en los largos pasillos de la planta baja. En el interior, un amplio patio bordeado por los tres cuerpos de la edificación sirve de sede a cuatro canchas deportivas para la práctica del básquetbol y voleibol. Ambos jardines con diversidad de arbustos, árboles y palmeras, complementan el ambiente de esta casa de estudios.

## Profesores y alumnos notables
Desde su fundación por las aulas del Liceo San José han pasado ilustres venezolanos. Entre sus profesores estuvieron Rómulo Gallegos, Fernando Paz Castillo, Félix Pifano Capdevielle, Tulio Briceño Maaz, el padre Jorge Lösh, Ignacio Burk, Francisco José Iturriza, Ildelfonso Leal, Pascual Venegas, Pedro Itriago Chacín y el padre Jesús Calderón.

#### Alumnos notables
- Arturo Uslar Pietri, novelista, ensayista y político [11]
- Lucas Guillermo Castillo Lara, abogado e historiador
- Rosalio José Castillo Lara, sacerdote salesiano, cardenal y ocupó cargos fundamentales en el Vaticano)
- Miguel Otero Silva (novelista, periodista y político integrante de la Generación del 28)
- Francisco Tamayo Yepes (botánico, conservacionista y lexicógrafo, colaborador de Henri Pittier)
- Espíritu Santo Mendoza (médico pediatra, que fue ministro de Sanidad, luego de ser profesor en el Liceo)
- Pedro Sotillo (periodista y poeta, integrante de la Generación del 28)
- Tobías Lasser (médico y botánico falconiano, también discípulo de Henri Pittier)
- Raúl Valera (fue gobernador del Distrito Federal)
- Fernando Paz Castillo (poeta)
- Jacinto Fombona Pachano. (Escritor, abogado, periodista y diplomático)
- Julio Bustamante (que también fue profesor en el Liceo y fundador del Liceo Dos Caminos)
- Juan Beroes (poeta)
- Pedro Del Corral (Presidente del Partido Socialcristiano)
- José Antonio Pérez Díaz
- Olinto Camacho (médico, educador)
- Israel Peña (crítico musical)
- Rodolfo Moleiro Sánchez
- Tulio Briceño Maaz (médico y miembro de la Academia Nacional de Medicina)
- Edmundo Fernández Marquis (médico endocrinólogo y político)
- Alberto Arvelo Torrealba (poeta y político)
- Victorino Santaella Ruiz (médico y político)
- Jaime Martí Cordido (doctor en Farmacia. catedrático)
- Pedro León Zapata (pintor, escritor y caricaturista)[12]
- Juan Pablo Pérez Alfonzo (político y diplomático)
- Manuel Antonio Pulido Méndez (médico, escritor, profesor y diplomático)
- Renato Rodríguez (escritor)
- Rafael Medina Ramones (médico y científico)
- Román Chalbaud (dramaturgo y director de cine y teatro)
- Renny Otolina (animador, político y publicista)
- Carlos Alberto Moros Ghersi (médico, científico que llegó a ser rector de la Universidad Central de Venezuela),
- J. J. Moros (escultor)
- Antonio Pasquali (escritor, comunicador social, investigador)
- Alfredo Sadel (cantante)
- Raúl Biord Castillo (arzobispo de Caracas)
- Horacio Biord Castillo (historiador, presidente Academia Nacional de la Lengua)
- Reinaldo Bolívar (escritor)
- Perán Erminy (pintor y crítico de arte)
- Eduardo Marturet(músico, director de orquesta)
- José Grasso Vecchio, (empresario y Presidente de la Liga Venezolana de Beisbol Profesional)

## Instalaciones
- Aulas Académicas
- Aula de informática
- Aula de música
- Biblioteca escolar
- Capilla
- Pistas / campos deportivos
- Laboratorio de ciencias
- Sala conferencias
- Teatro

#### Servicios
- Escuela de Padres
- Orientación pedagógica/profesional
- Servicio de mediación y atención sociofamiliarNieto del Samán de Güere. Sembrado el 30 de mayo de 1977.

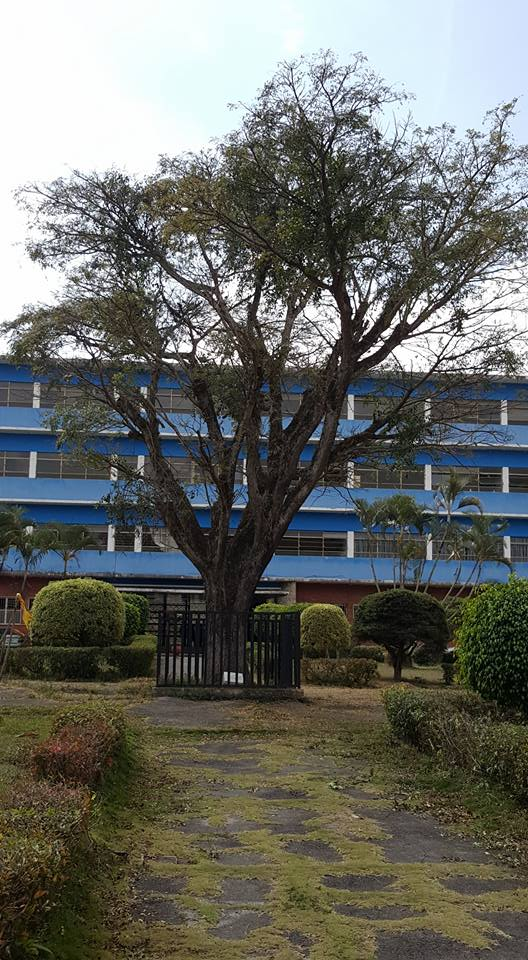
Nieto del Samán de Güere. Sembrado el 30 de mayo de 1977.

#### Actividades Extraescolares
- Artísticas y culturales (música, teatro, naturaleza)
- Deporte
- Informática

- Asociación de exalumnos
- Asociación de padres de alumnos
- Oratorio o Centro Juvenil
- Grupos formativos